# 岡山表町商店街

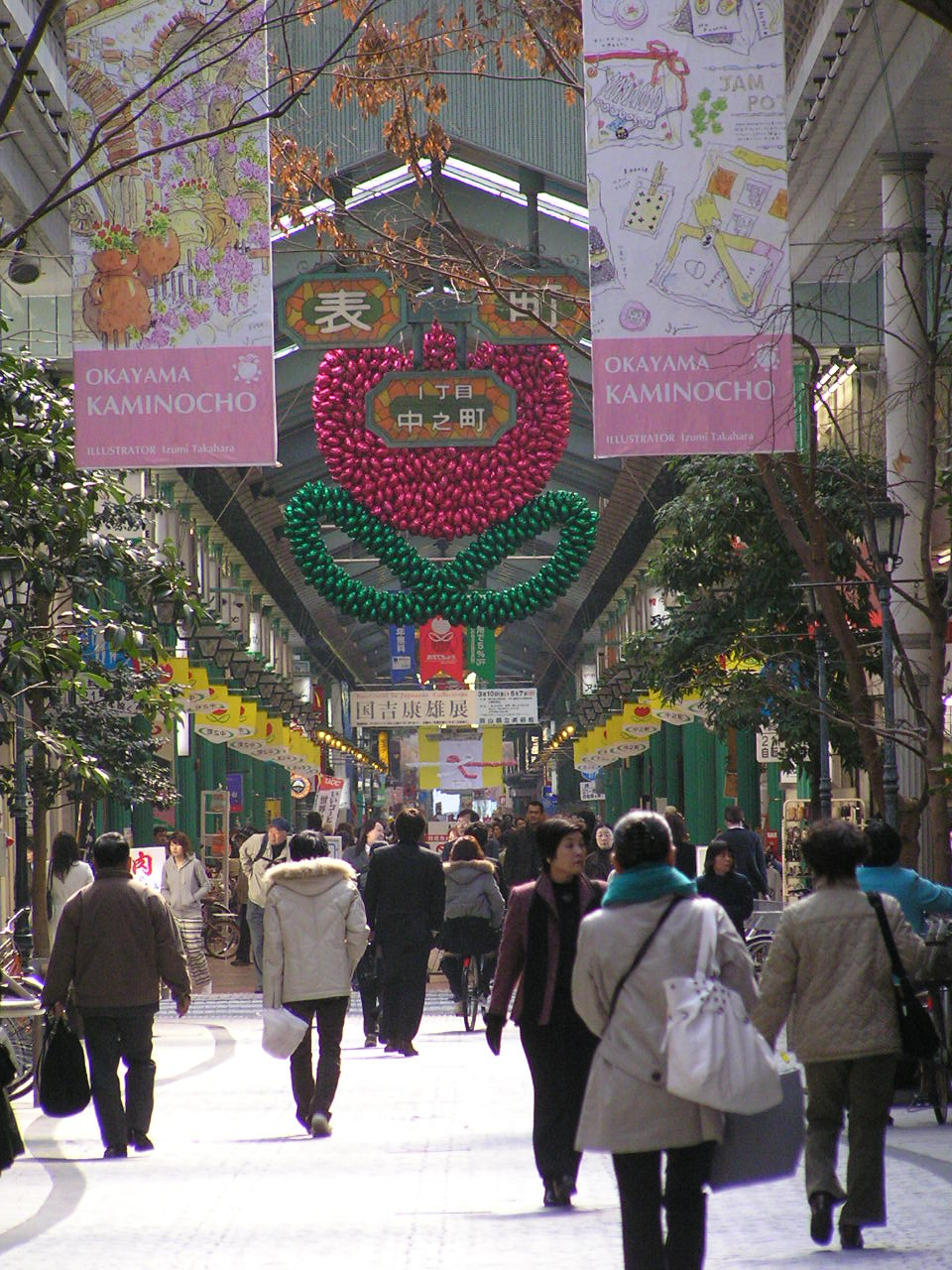
表町商店街

岡山表町商店街（おかやまおもてちょうしょうてんがい）は、岡山県岡山市北区にある商店街。天満屋百貨店（岡山本店）を中心に広がる岡山市で最大の商店街である。

## 概要

### 商店街の概要
岡山市北区表町の桃太郎大通りから国道250号に至るアーケードで覆われた商店街の総称である。南北約1.4kmにわたって店舗が並び、北から上之町商店街（アムスメール上之町）、中之町商店街、下之町商店街、栄町商店街、紙屋町商店街、千日前商店街の順に南に伸びている。また、紙屋町商店街と千日前商店街の間に十字路（サーカスドーム）があり、そこから東西に西大寺町商店街が伸びており、さらにその西に新西大寺町商店街が位置している。表町商店街は以上の8町の商店街（表八ヶ町）からなるが、これとは別に表町エリアには東通として「オランダ通り」（オランダ通り商店街）がある。
以上の地域は、町名では岡山市北区表町一丁目、二丁目、三丁目に該当する。
商店街組織として、岡山上之町商業協同組合（上之町商店街）、協同組合中之町商店会（中之町商店街）、協同組合岡山市下之町商店会（下之町商店街）、協同組合岡山市栄町商店街（栄町商店街）、協同組合岡山表町南部商店街（紙屋町商店街）、協同組合西大寺町商店会（西大寺町商店街）、新西大寺町商店街協同組合（新西大寺町商店街）、岡山千日前商店街協同組合（千日前商店街）がある。これら8組合の連合体として、協同組合連合会岡山市・表町商店街連盟が組織され、表町商店街共通のイベントや企画が行われている。

### 小・中学校の学区
公立の小・中学校に通学する場合、学区は次のように指定されている 。
| 区域       | 小学校         | 中学校         |
| ---------- | -------------- | -------------- |
| 表町一丁目 | 岡山中央小学校 | 岡山中央中学校 |
| 表町二丁目 | 岡山中央小学校 | 岡山中央中学校 |
| 表町三丁目 | 岡山中央小学校 | 岡山中央中学校 |

## 歴史

### 近世

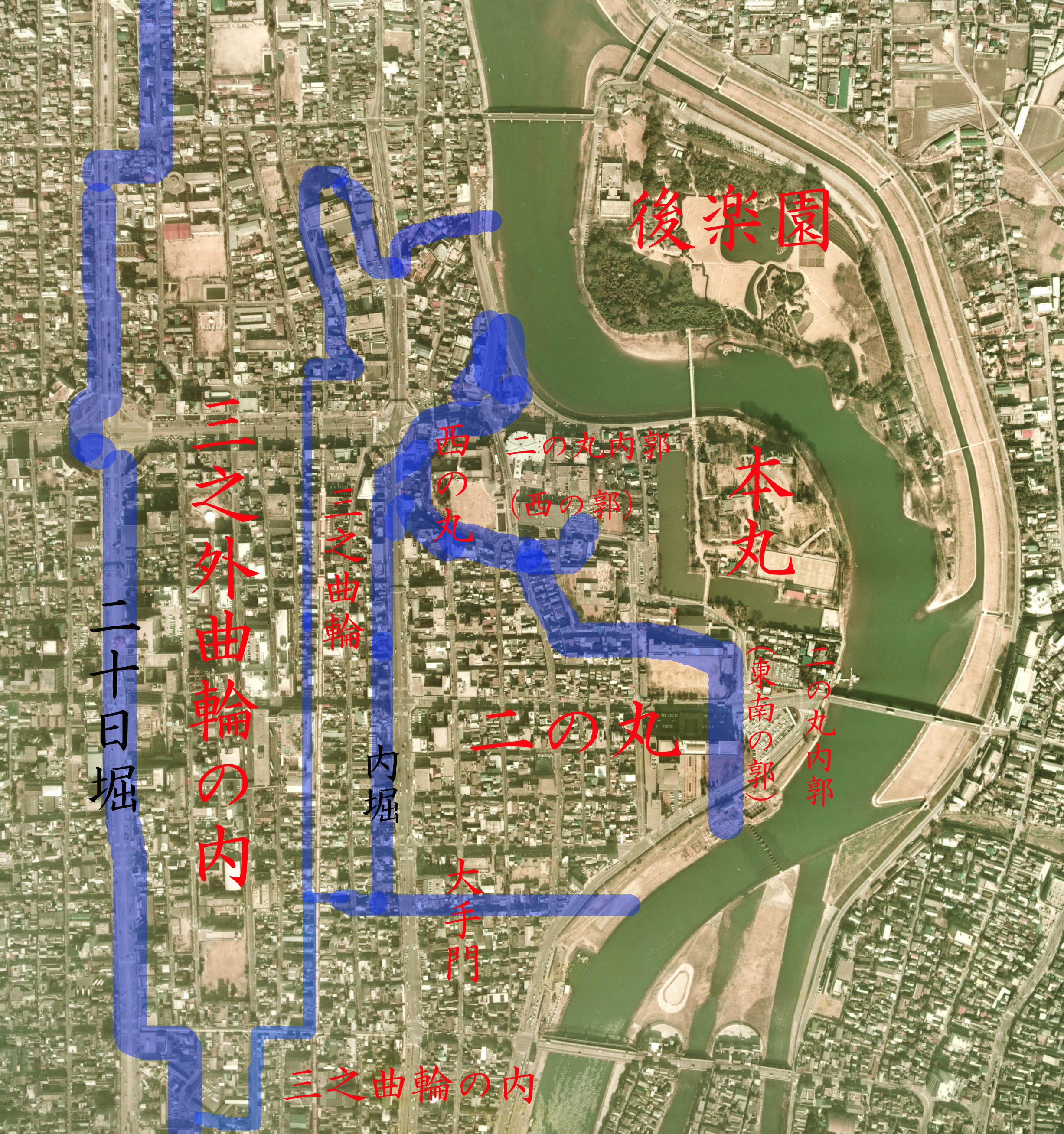
岡山城の縄張り。現在の表町商店街はおおむね三之曲輪の位置に該当する。

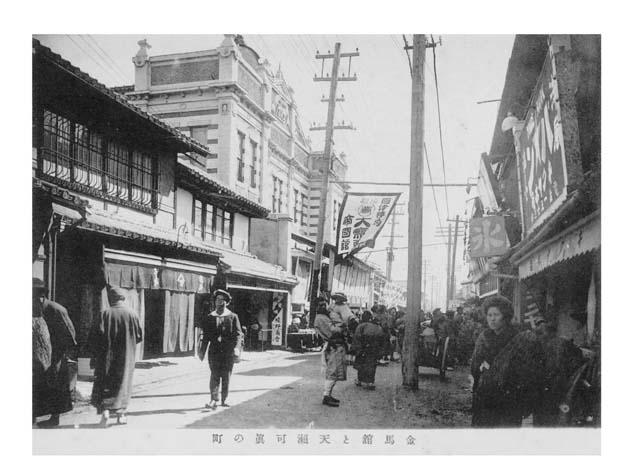
金馬館と天瀬可真町（現在の千日前）の町（1926年頃撮影）

岡山市の都市としての歴史は、宇喜多直家が戦国時代末期にこの地に本拠を移して岡山城と城下町の建設に着手したことに始まるが、世情が不安定であったことから城下町建設はそれほど進まなかった。直家の子の秀家は岡山城とその城下町を本格的に整備し、岡山の北を通っていた山陽道を城下町を通るように付け替え、備前国内から商人・職人を集めて住まわせ、この時に形成された商人町が岡山表町商店街の起源となっている。「上之町」、「紙屋町」、「西大寺町」などの町名はこの頃成立したとみられ、下之町と紙屋町には本陣が置かれた。なお、岡山城の築城当初は「福岡上之町」のように各町は「福岡」の名を冠していた。

### 第二次大戦前
1891年（明治24年）3月に山陽鉄道が岡山まで開業すると、京橋を中心に発達していた舟運が廃れたことにより橋のたもとの橋本町の地位が低下し、代わりに鉄道に近い上之町・中之町・下之町に商業の集積が進むようになった。1912年（明治45年）には岡山電気軌道の路面電車が開通し、商圏は岡山郊外の郡部にまで拡大した。
1903年（明治36年）には、上之町、中之町、下之町、栄町、紙屋町、西大寺町、新西大寺町、橋本町の8つの町の合同により「振商会」が結成され「表八カ町」という呼称が誕生した。当初「表八カ町」には橋本町が加わっていたが、第二次世界大戦後に橋本町に代わって千日前が加わった。
表町商店街の最南部に位置する千日前商店街は江戸時代には天瀬可真町と呼ばれる侍屋敷がある地域で、明治時代には料理屋などがあったが橋本町に近い割には淋しい場所だった。しかし、1912年（明治45年）1月の帝国館（のちの岡山松竹、2006年閉館）を皮切りに、1919年（大正8年）に金馬館、1926年（大正15年）に若玉館（のちのテアトル岡山、2000年閉館）、1938年（昭和13年）に文化ニュース劇場（のちのSY松竹文化、2005年閉館）が開業し、これらの映画館の開業に伴って飲食店も増え、大阪の千日前商店街の名をとって「千日前」と呼ばれるようになった。
一方、西大寺の天満屋は小間物商から呉服商となり、1912年（大正元年）に中之町に支店を出店した後、下之町支店の開店を経て、1925年（大正14年）3月に下之町に木造3階建ての店舗を開設して文具や化粧品も扱う百貨店となった。さらに1936年（昭和11年）には鉄筋コンクリート造地下1階・地上6階の新店舗を完成させた。
しかし、1945年（昭和20年）6月29日の岡山大空襲により、商店街一帯は壊滅的な被害を受けた。

### 第二次大戦後
戦後、岡山市内では各地にヤミ市が建ち徐々に復興の兆しが見え始めた。表町では1945年10月10日に天満屋がいち早く営業を再開し、その3日後には「岡山市中央商店街復興委員会」が結成された。1946年（昭和21年）11月には、恒例の「大誓文払い」を行うまでに回復し、その後は商店街全体の設備の更新が進められた。
1949年（昭和24年）12月には全国初の百貨店接続型バスターミナルとなる天満屋バスステーションが完成し、表町は岡山の商業の中心地としての地位を回復した。1957年（昭和32年）には上之町にアーケードが設置され、表町全体にアーケードが完成した。
その後、1972年（昭和47年）3月の山陽新幹線の岡山開業にともない、岡山駅前地区には髙島屋岡山店や岡山一番街などの商業施設が相次いで進出し、表町と肩を並べる商業地区となった。さらに郊外の宅地化も進んで、1976年（昭和51年）12月のジャスコ岡山店の青江への出店など郊外へのスーパーマーケットの進出が相次いだ。
表町では岡山市と岡山商工会議所によって、1970年（昭和45年）、1975年（昭和50年）、1985年（昭和60年）の3度にわたり表町の商業近代化計画が策定された。1978年（昭和53年）7月には新アーケード（中之町～栄町間）とカラー舗装（中之町～新西大寺町）が完成した。その後、バブル崩壊等の影響を受けたが、1991年（平成3年）の上之町商店街のアーケード・カラー舗装のリニューアル、岡山シンフォニービル、城下地下駐車場などの再開発事業によって上之町の通行量はほぼ最盛期のレベルにまで回復した。
2000年代に入ると、都心回帰の動きからマンションの建設が進んだことで周辺人口も回復傾向にあり、小規模なスーパーマーケットの進出が相次いだが、通行量は2012年（平成24年）までの過去30年で半分以下に減少している。
2009年（平成21年）3月に中小企業庁の「新・がんばる商店街77選」に選ばれた。2013年（平成25年）10月には中之町商店街で「街づくり会社」が設立され、活性化に取り組んでいる。
2015年（平成27年）4月から政府が始めた外国人旅行者を対象にした消費税の免税手続きを一括して担う「一括カウンター制度」を全国の商店街で初めて活用、同年5月28日には免税カウンターを天満屋岡山店に開設し、表町商店街とロマンチック通り商店街に加盟する20店舗が一斉に免税店となる。
2023年（令和5年）9月には表町商店街の南端に岡山芸術創造劇場ハレノワがグランドオープンし、これに合わせてリニューアルが進められている。2024年（令和6年）には西大寺町、千日前、紙屋町の商店街が交差する十字路に1960年代に設置された時計台を解体撤去し、新たにイベントスペースを整備することとなった。

## 主な施設

### 上之町商店街
- 岡山シンフォニービル
  - 岡山シンフォニーホール
  - 丸善岡山シンフォニービル店
  - 献血ルーム ももたろう
  - フレッシュワンシンフォニー店
- リベールマンションギャラリー
- 晴れの国おかやま館
- 岡山木村屋 表町一丁目店

### 中之町商店街
- ダイコクドラッグ 岡山表町店

### 下之町商店街
- 天満屋岡山本店
  - 天地下タウン
  - 表町バスセンター
  - てんまやリビング館
  - てんまやカルチャー館
- 中原三法堂岡山表町店

### 栄町商店街
- 空中美術館 - 栄町商店街アーケードを構成するステンドグラス群。
- 桃たろうポケット

### 紙屋町商店街
- 岡山専門店会館
  - 岡山市・表町商店街商店街連盟 本部
- RSKらじお本舗 - RSKラジオの昼ワイド番組「あもーれ!マッタリーノ」が公開生放送されている。

### 新西大寺町商店街
- フレッシュワン3丁目店
- 岡山木村屋 表町本店
- さんかく岡山 （岡山市男女共同参画社会推進センター）

### 千日前商店街
- コインパーキング群（タイムズ・リパークなど）
- 木下大サーカス 本部
- 岡山日活（成人映画館）
- 救世軍岡山小隊（プロテスタント系キリスト教会）

### オランダ通り商店街
- VAN HOUSE OKAYAMA

## ギャラリー
岡山表町商店街
- 岡山シンフォニービル
- 上之町商店街
（アムスメール上之町）
- 中之町商店街
- 下之町商店街
- 天満屋アリスの広場
- 天満屋岡山本店と天満屋バスステーション

## イベント
- 日限の縁日（毎月23日）
- オランダおイネ花まつり（4月上旬）
- オランダフェスティバル（4月下旬）
- ゴールデンフェスタ岡山（5月のゴールデンウイークと呼ばれる祝日の期間全ての曜日）
- おかやま桃太郎祭り（8月の第1土曜と日曜が開催日だが商店街内のイベントは土曜日の日中のみ）
- おかやま国際音楽祭（10月中旬）
- マーチング・イン・オカヤマ（10月中旬）
- 備前岡山ええじゃないか（11月上旬）
- 岡山表町周辺飲み歩きイベント ほろよい～の（不定期）

## 交通アクセス
JR西日本岡山駅から

### 路面電車
- 岡山電気軌道東山本線 東山・おかでんミュージアム駅ゆき 城下・県庁通り・西大寺町・岡山芸術創造劇場ハレノワ前下車。
- 岡山電気軌道清輝橋線 清輝橋ゆき 郵便局前・田町・新西大寺町筋・大雲寺前下車。城下、県庁通り、郵便局前で下車した場合は100円それ以外では140円の均一料金。

### 路線バス
- 岡電バス・両備バス・下電バス・備北バス・中鉄バス
  - 天満屋バスステーション下車。100円の運賃で行ける。
- 岡電バス・両備バス・医大（岡山大学医学部）めぐりん
  - 新西大寺町筋・大雲寺前下車（めぐりんのみ均一料金でどこで降りても100円）。
- 両備バス・京橋めぐりん・県庁京橋めぐりん
  - 西大寺町・千日前下車（めぐりんのみ均一料金でどこで降りても100円）。
- 宇野バス
  - 表町入口・表町バスセンター下車。100円の運賃で行ける。